# Európium(III)-oxid
Az európium(III)-oxid (Eu2O3) az európium és oxigén által alkotott kémiai vegyület. Széleskörűen felhasználják a vörös és kék fényporokban, televíziós készülékekben, fénycsövekben és az ittrium-alapú fényporok aktivátoraként is. A fluoreszkáló üveg gyártásában is fontos szer. Az európium fluoreszcenciáját a hamisítás elleni eurós bankjegyek fényporaként is alkalmazzák.
Két fő kristályszerkezete a monoklin és a köbös. A köbös európium(III)-oxid szerkezete a mangán(III)-oxidéhoz hasonló.

## Előállítása
Előállítható a fém európium égetésével.
{\displaystyle \mathrm {4\ Eu+3\ O_{2}\rightarrow 2\ Eu_{2}O_{3}} }

## Reakciói
Savakkal a megfelelő európium(III)-só képződése közben reagál.
{\displaystyle \mathrm {Eu_{2}O_{3}+6\ HCl\rightarrow 2\ EuCl_{3}+3\ H_{2}O} }
{\displaystyle \mathrm {Eu_{2}O_{3}+3\ H_{2}SO_{4}\rightarrow Eu_{2}\left(SO_{4}\right)_{3}+3\ H_{2}O} }

## Fordítás
Ez a szócikk részben vagy egészben  az   Europium(III) oxide című angol Wikipédia-szócikk ezen változatának fordításán alapul.  Az eredeti cikk szerkesztőit annak laptörténete sorolja fel. Ez a jelzés csupán a megfogalmazás eredetét és a szerzői jogokat jelzi, nem szolgál a cikkben szereplő információk forrásmegjelöléseként.